# Acueducto romano de Huelva
El acueducto subterráneo de Huelva fue una conducción de agua potable construida por el Imperio romano en torno al siglo I d. C. Se encontraba ubicado en la actual ciudad de Huelva, conocida como Onuba Aestuaria en época romana. En la actualidad sus restos se encuentran localizados bajo una zona de colinas llamada Cabezo del Conquero, recorriendo más de un kilómetro desde el Santuario de Nuestra Señora de la Cinta hasta las inmediaciones del Cabezo de San Pedro.

## Historia
La especial localización de la ciudad de Onuba, en el estuario entre los ríos Tinto y Odiel (y su alto aporte de sedimentos) propició en el periodo terciario la creación de los llamados “Cabezos”, elevaciones de hasta 60 metros de tierra ya compactada, semipermeable y protegida por la vegetación autóctona. La “Fuente Vieja”, sorteando estos cabezos o incluso a través de ellos, suministró agua a Huelva durante los años de mayor esplendor de la ciudad romana, entre mediados del siglo I y principios del siglo II según las dataciones del estudio. Se trataba de una urbe con un importantísimo tráfico de minerales que llegaban desde las minas de cobre, oro y plata situadas cincuenta kilómetros al norte. Pero el comercio minero no había sido el único que dio cierta importancia económica a Onuba. La salazón del pescado era otro de los pilares de la economía, procesado de pescado que requería ingentes cantidades de agua. En un estudio arqueológico se encontraron dos tuberías principales en la actual Calle Palos que confirmaron la presunción de que en época romana existía un importante sistema de abastecimiento de agua para la ciudad.

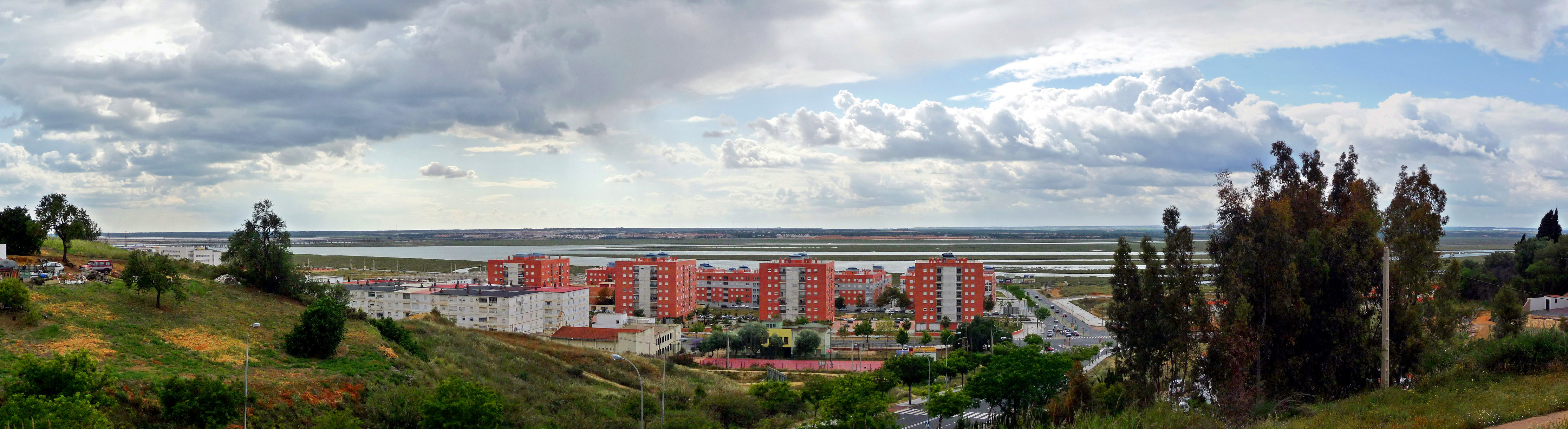
Panorámica de Huelva desde las elevaciones-cabezos de El Conquero. A pocos metros se iniciaba el acueducto.

Tras época romana el acueducto siguió abasteciendo a la ciudad hasta después del siglo XVIII a través de diferentes fuentes ya desaparecidas como:
- La Fuente de San Pedro, que tenía que superar más distancia desde la captación y que probablemente estaba sometida a cortes y taponamientos de manera más frecuente que la Fuente Vieja.
- La Fuente Vieja. Situada en las laderas del Conquero su propio nombre indica que para los pobladores de la Huelva medieval se trataba de una obra ya anterior a la memoria. Por su situación, que propiciaba un mayor y continuo caudal de agua, suministraba agua a la ciudad incluso en épocas de sequía. Esto implica que probablemente esta fuente no sea más que un surtidor agregado a uno de los depósitos romanos aprovechando una buena situación en la que el aporte de agua era permanente.
- La Fuente Nueva y la Fuente de la Alcoba.
- Otras fuentes o caños laterales al acueducto, que servían para el riego de los campos de las zonas de La Vega y San Sebastián.

Existen algunos documentos escritos que hablan de esta construcción, el más antiguo del siglo XV usando probablemente fuentes más antiguas, de entre los siglos XI y XIII algunas de ella árabes, pero quizá la más conocida es la mención que hace Rodrigo Caro en el año 1635:

«... hay una ermita [...] que llaman Nuestra Señora de la Cinta, donde está una imagen muy devota y de muchos milagros, y cerca de ella un antiguo acueducto, que por debajo de tierra da muy buena agua y bastante a la villa.

En esa época la ciudad contaba con no más de 5.000 habitantes, por lo que resultaba extraña tal obra para tan pequeña villa. Otro texto, ya de 1691 y del propio ayuntamiento de la ciudad, menciona que las “cañerías” de la conducción llegan a la ciudad por debajo de tierra, dejando patente el cierto carácter mítico que los onubenses de la época le dan a la construcción.
En el siglo XVIII, el conocimiento de la historia de la antigua Huelva va a permitir comenzar a resituar esta construcción. Antonio Jacobo del Barco impugna la tesis de Caro por la que la ciudad de Onuba era la localidad de Gibraleón y la emplaza en Huelva. Ello da más sentido al acueducto porque al ser Huelva la antigua Onuba es más lógica tal infraestructura de origen romano para la ciudad. En eso años el mantenimiento del acueducto era ya casi nulo aunque setenta años antes se había intentado su rehabilitación y limpieza mediante una tasa sobre el pescado. A este abandono se le sumaron las desastrosas consecuencias del terrible Terremoto de Lisboa de 1755, que afectó seriamente a todas las infraestructuras de la ciudad. El caudal de las aguas disminuyó sensiblemente al encontrarse algunas galerías semibloqueadas por escombros. Las noticias de los daños al acueducto incluso llegaron a Honduras, cuando el presbítero onubense Diego Márquez Ortiz, primer capellán, vicario y juez eclesiástico de San José de Juscarái, donó 2.000 pesos para su reparación. En 1772 las reparaciones permitieron al acueducto vivir una segunda edad de oro cuando se devuelve la conducción de agua a la Plaza de San Pedro e incluso mediante tuberías a la Plaza de San Juan (hoy plaza de las Monjas), a una fuente de mármol y bronce.

"Se derrama y corre por las calles en bastante caudal, de forma que, sin dispendio alguno, los vecinos pobres por donde pasa dicha agua la recogen en sus casas y usan de ella para bebida y aseo de sus ropas y la sobrante la utilizan varios hortelanos para la crianza de sus legumbres". (1772)

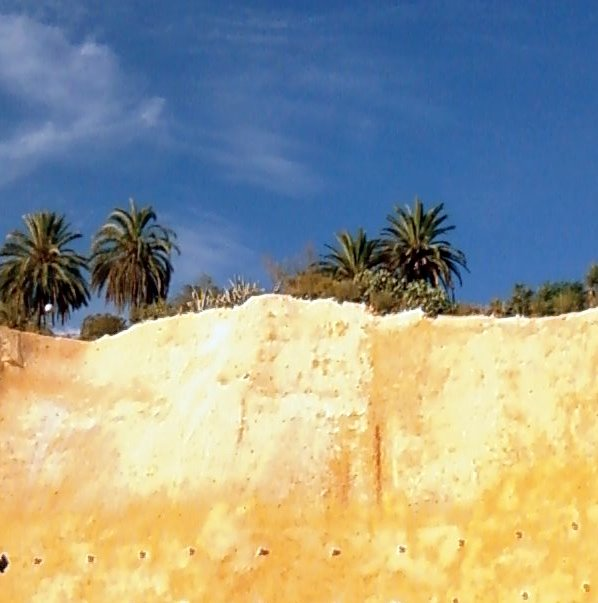
En la imagen, se pueden observar los restos de uno de los respiraderos del acueducto (línea vertical) en la zona del Cabezo de San Pedro.

Pero esta rehabilitación no había significado realmente la salvación del acueducto. Daños estructurales serios provocaron que solo dos años después el agua dejara de llegar a la Plaza de San Juan. A esto había que sumársele que propietarios de tierras en los Cabezos continuaran cegando las lumbreras que hacían respirar al acueducto. Eso no significa que el acueducto dejara de funcionar, de hecho siguió siendo el principal medio de abastecimiento de agua de la ciudad hasta casi inicios del siglo XX, con lo que ello significa para la calidad de la salud de la población de Huelva. Por ello, en pleno siglo XIX las fuentes de abastecimiento de agua para la ciudad seguían siendo prácticamente las mismas que las de anteriores siglos, por lo que el agua de la Fuente Vieja seguía siendo esencial para los onubenses. El uso de pozos ilegales que disminuían el caudal y la sobreexplotación de esta agua era patente, legislándose incluso en 1828 el horario por el que los aguadores podían abastecerse en ella evitando así la lógica especulación. Desórdenes por su control llevaron al propio Ayuntamiento incluso a mantener un guarda que se ocupara tanto de la vigilancia como de la limpieza de la Fuente Vieja. Pero la mayor causa de deterioro era la propia desidia del Ayuntamiento que no patrocinaba o no podía permitirse económicamente patrocinar un adecuado mantenimiento del acueducto excepto cuando apremiaba garantizar el consumo de agua para evitar graves problemas de salud pública, como se hizo en 1843. Pocos años antes, en 1831, Richard Ford comentaba que el acueducto romano de la ciudad iba progresivamente desapareciendo al servir de cantera a la población local. Pero no solo la economía era la causa de tal deterioro. El desconocimiento científico de la estructura y funcionamiento del acueducto era patente, sustentándose incluso más en la información oral que en las pocas citas antiguas sobre la obra.
A finales del siglo XIX ocurre un hecho trascendental para la ciudad y la provincia de Huelva: un grupo de empresarios británicos compra las minas de la Cuenca Minera, instalándose y creándose importantísimas empresas mineras como la Rio Tinto Company Limited. Por todo ello la ciudad se convierte en un importante puerto industrial por lo que la población aumenta vertiginosamente superando los 20.000 habitantes y por lo tanto también lo hacen las necesidades de abastecimiento de agua de la misma. Paradójicamente, Huelva se encontraba con que la mayor parte de estas fuentes estaban ya prácticamente secas, por lo que incluso se había hecho necesario abrir los antiguos depósitos del acueducto y sus lumbreras para un mejor acceso a la poca agua que manaban. Esto influyó, por ejemplo, en el espectacular aumento de mortandad por enfermedades digestivas derivadas por el mal abastecimiento de agua. La respuesta a ello fueron, tanto los trabajos por parte del Ayuntamiento de recuperar o mejorar el caudal y las fuentes, como los intentos de algunas empresas de carácter privado por crear una red de abastecimiento de aguas moderna trayendo el agua desde la Rivera de Nicoba, a pocos kilómetros de la ciudad. Esta imperiosa necesidad de agua provoca que desde la misma prensa local se critique a las autoridades, que antepusieran el uso industrial del agua al civil y que impidiera el propio desarrollo y modernización de la ciudad:

"Sin agua, es imposible que los veraneantes de otras provincias acudan a Huelva". (La Provincia, 1897)

Ya en el siglo XX se acometieron nuevas reformas como la de 1906 en la que se agrega una tubería nueva hasta San Pedro y pequeñas mejoras pero las inversiones se encontraban encaminadas a construir un moderno suministro de agua al núcleo urbano. Solo serían destacables las obras de consolidación de los cabezos en 1916 para evitar derrumbes sobre la Fuente Vieja y las casas aledañas. A partir de ahí Fuente y Acueducto quedaron en desuso.

## La construcción
El acueducto es de forma abovedada, está construida con ladrillos cuneiformes, y toda ella en seco o sin cemento, para facilitar la filtración de las aguas entre los ladrillos. Su altura va deprimiéndose a medida que avanza en su dirección al Santuario de Nuestra Señora de la Cinta. Esta galería principal se bifurca en algunos sitios para buscar, en las cañadas que forman las ondulaciones del terreno, nuevos cauces de filtración. Según la tradición, estos caudales de agua se enriquecían con los riquísimos que le enviaba la inmediata villa de Gibraleón por medio de atanores, cuyos restos se descubren con frecuencia en las labores de los terrenos".  (Baldomero Lorenzo y Leal, "Onoba Listuaria")

Es reseñable decir que este tipo de arquitectura civil dedicada a ofrecer un eficaz abastecimiento de agua no apareció en la península hasta la romanización. El mundo romano era urbano por lo que tuvo la necesidad de desarrollar este tipo de construcciones para abastecer a la población, sus industrias, termas. Pero no siempre el agua estaba al alcance por lo que se idearon construcciones que trasladaran esa agua: el acueducto. Este tomó forma aérea, subterránea o mixta según la orografía del terreno. Construcciones similares al acueducto de Onuba se ha encontrado en el sur de Francia, en la Bretaña francesa o en el noreste de Italia pero lo esencial de ello no es la conducción en sí, sino el método por el que se conseguía captar el agua de acuíferos, método menos usual aún y solo similar a estructuras como las encontradas en Salices (Cuenca), datada también en el siglo I o Tomar en Portugal . También tendría ciertas similitudes el llamado “Rabo de Buey” en la localidad de Mérida y datada a mediados del siglo I. Es también destacable el hecho que este tipo de ingeniería ha sobrevivido a los años de tal modo que la mayoría de ellas, como la Fuente Vieja de Huelva, han seguido en funcionamiento hasta el siglo XX con independencia de que a lo largo del tiempo se hayan realizado reparaciones en ellas. La necesidad de captar el agua procedente del acuífero del Conquero y transportarla a la ciudad posibilitó que en el siglo I se levantara esta construcción capaz de drenar incluso hoy, y a pesar del abandono y daño de siglos, 20.000 litros diarios de agua.  Para ello se ideó una construcción, en su mayor parte bajo la tierra de los cabezos, aprovechando el agua que filtraban y que era recogida en pequeñas habitaciones que le servían como depósito y como sistema de decantación del lodo y materiales que arrastraba el agua. Se ideó como una estructura con galería principal (conservada en la actualidad) y otra serie de pequeñas galerías transversales que se abastecían desde prácticamente toda la zona de cabezos.
Según las investigaciones el acueducto saldría de la zona del actual Santuario de Nuestra Señora de La Cinta y finalizaría en el cabezo de San Pedro, teniendo un único tramo aéreo para salvar un desnivel sobre la cota de 20 metros en el actual paseo de Buenos Aires.

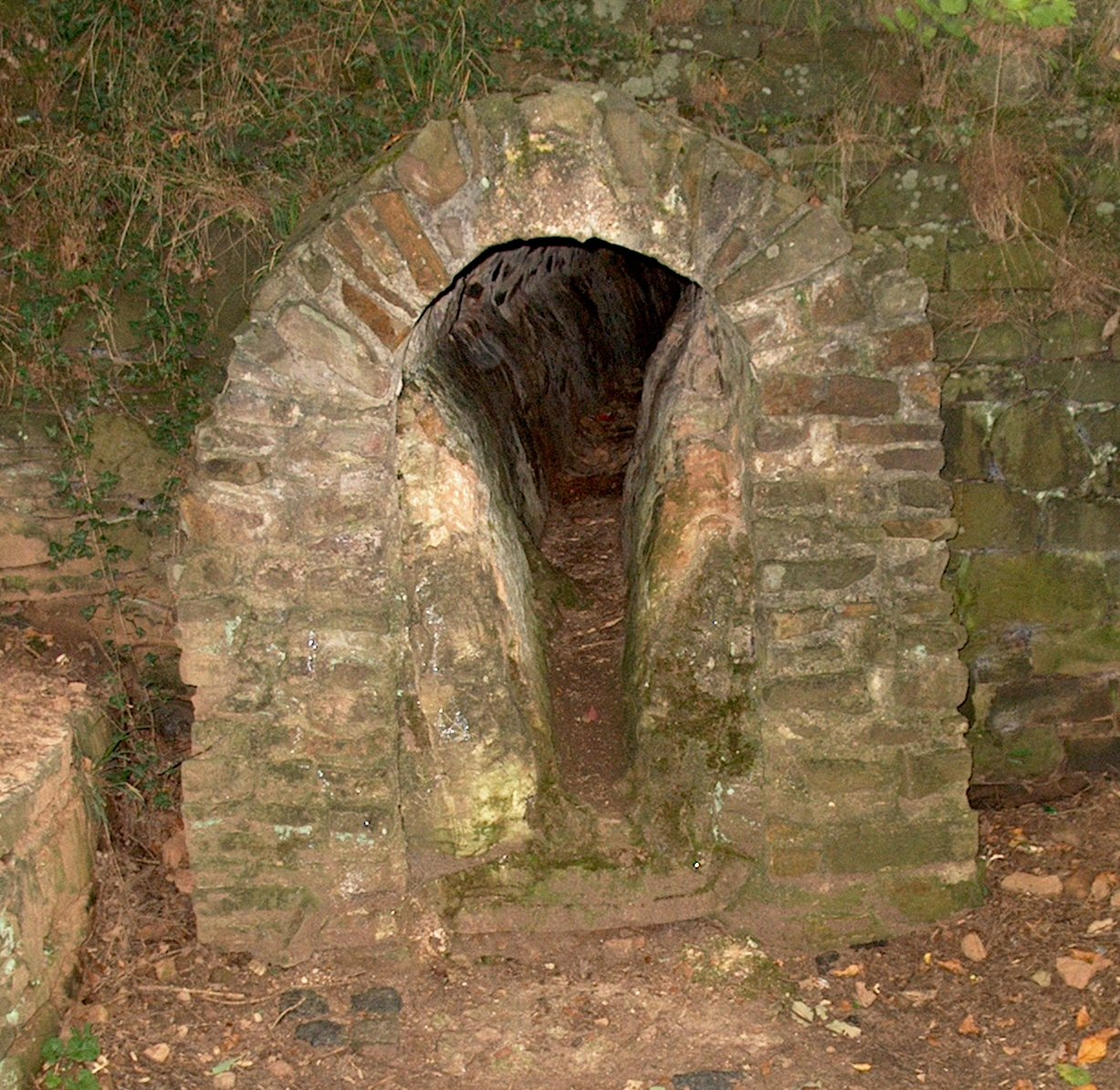
Imagen de una construcción similar en Alemania.

El estudio precisó que esta conducción transportaría una horquilla de entre 100.000 y 200.000 litros de agua al día en años lluviosos. Estos datos, se basan en el único tramo estudiado, la galería de la Fuente Vieja y que estuvo en uso hasta época relativamente reciente.  La galería que se conserva es pequeña (0.40 metros de anchura por 1,25 de altura a lo largo de 125 metros de longitud) y para su construcción se utilizaron dos técnicas: el adintelado y el abovedado con ladrillos. La galería se ensancha en un depósito de 2,50 metros por 1,80 metros y una altura de hasta 2,40 metros y en la que los constructores optaron por realizarla con bloques de arenisca que se encuentran unidos sin argamasa.  Se cree que existe una segunda galería similar a ésta algo  más al sur. Para ventilar la galería y poder realizar labores de limpieza se utilizaron pozos o lumbreras desde la superficie, de algo más de medio metro de diámetro y probablemente forrado por ladrillos, aunque es difícil de precisar porque en la actualidad se encuentran casi colmatados por escombros o desaparecidos. Llegaba a la ciudad por la actual calle de San Andrés abandonando la galería y conduciendo el agua a través de atanores hasta un depósito y a segunda fuente entre la Calle la Fuente (de ahí el nombre) y la Plaza de San Pedro. Del depósito anterior partía un caño hasta el  actual Convento de las Religiosas Agustinas y a una nueva fuente en la Plaza de las Monjas.
Durante los siglos posteriores, con pequeñas remodelaciones y la apertura y abandono de fuentes, siguió siendo la mayor infraestructura de la ciudad aunque el acueducto en sí fuera lentamente quedando en el olvido. El estudio por termoluminiscencia de los investigadores de “Agua de Huelva” también dataron los ladrillos de parte de la bóveda cercana a la Fuente Vieja ya a finales del siglo X y principios del XI, un arreglo de esta infraestructura hidráulica ya de época islámica, en la que la Welba árabe seguía necesitando de esta conducción. Era común en Al-ándalus el aprovechamiento de estas canalizaciones romanas. Ya en época cristiana las “Actas Capitulares” del ayuntamiento recurrentemente hacen alusión al acueducto en cuanto a reparar y desatascar parte de él. Quizá fue a raíz de los presumibles daños causados pro el Terremoto de Lisboa cuando se cortan parte de las canalizaciones que llegan a la ciudad y la Fuente Vieja se convierte en un bien más esencial para  ciudadanos y autoridades si cabe.
En la actualidad esta construcción, e incluso la antigua Fuente Vieja, resulta desconocida para la mayoría de onubenses. Su mal estado y su difícil acceso ha propiciado que no sea una obra reconocible siquiera monumento. Pese a ello y a que la galería se encuentra semiderruida, la superficie es menos permeable que hace un siglo y solo queda operativo un pequeño tramo de 125 metros  el acueducto drena aún en torno a 30.000 litros diarios de agua. Caudal que se pierde por un desagüe, salvo el aprovechamiento puntual que hacen unas personas para regar las verduras y hortalizas de un huerto situado en las proximidades de la Fuente Vieja. 